# Olaf Van Gonnissen

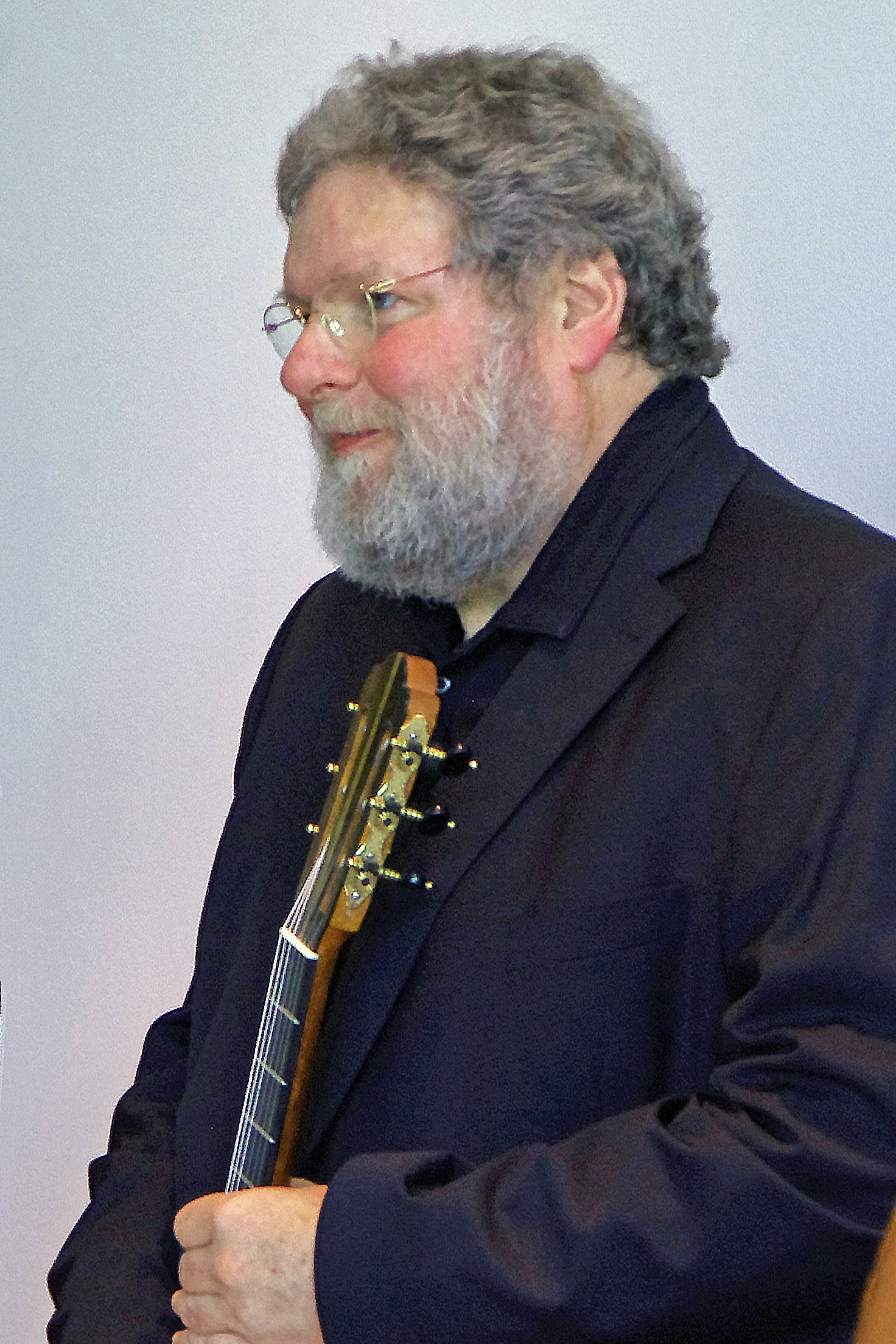

Olaf Van Gonnissen (* 1954 in Tiengen) ist ein deutscher Gitarrist.

## Leben
Im Alter von vier Jahren erhielt er zunächst Violinunterricht, wechselte dann aber mit acht Jahren zur Gitarre. Für seine gitarristischen Leistungen erhielt er ein Stipendium der Studienstiftung des deutschen Volkes. Von 1970 bis 1975 studierte er Gitarre an Dr. Hoch’s Konservatorium sowie an der Hochschule für Musik und Darstellende Kunst in Frankfurt am Main bei Heinz Teuchert. Schon während des Studiums gründete er 1971 mit Heinz Teucherts Sohn Michael Teuchert (12. November 1948 – 29. Oktober 2023) das „Frankfurter Gitarrenduo“, das 1972 sein Konzertdebüt gab, vor allem in den 70er Jahren sehr bekannt war und sieben Alben aufnahm.
1992 wurde er Mitglied des „Mutare Ensemble Frankfurt“, 2003 außerdem des „World Guitar Ensemble“. Daneben konzertiert er in verschiedenen kammermusikalischen Besetzungen sowie auf historischen Instrumenten (Laute, Vihuela, Barockgitarre).
1974 übernahm Olaf Van Gonissen einen Lehrauftrag an der Akademie für Tonkunst in Darmstadt, ab 1977 unterrichtet er auch an der Hochschule für Musik und Darstellende Kunst. 1999 wurde er Professor an der Hochschule für Musik und Theater in Hamburg. Zu seinen Schülern und Studenten gehören u. a. Tillmann Reinbeck, Tilman Hoppstock, Anna Koch, Christian Schulz, Stephan Wolke, Steffen Brunner, Stefan Hladek und Malte Vief.
Er ist an den seit 2012 jährlich ausgerichteten Bad Homburger Gitarrentagen als Sologitarrist und Dozent von Meisterkursen beteiligt.
Heute lebt er mit seiner Familie in Kronberg im Taunus.

## Diskografie
Mit dem Frankfurter Gitarren Duo:
- Musik aus vier Jahrhunderten für zwei Gitarren (1974)
- Virtuose Gitarrenmusik des 19. und 20. Jahrhunderts (1976)
- Renaissance- und Barockmusik auf Lauten und Gitarren (1977)
- Folkloristisch-virtuose Gitarrenmusik (1978)
- Gitarren- und Lautenmusik aus fünf Jahrhunderten (1980)
- Meisterwerke (1980)
- gitarrenduo mal 3 (mit El Duo Flamenco und Kolbe–Illenberger) (1982)

Mit anderen Ensembles:
- Nun ruhen alle Wälder (mit Jens Josef, Flöte)
- Oro y sangre (mit dem Ensemble Rilegato) (2005)
- Tilman Hoppstock & Friends · Live 2004–2011 (mit Tilman Hoppstock, Carlo Marchione, Andreas Karasiak, Werner Hoppstock, Duo Gruber & Maklar, Piera Dadomo und Rainer Zipperling) (2011)
- Musique pour les fêtes galantes (mit Gertrud Weyhofen, Mandoline) (2011)